# Infàmia (obra de teatro)
Infàmia es una obra de teatro escrita por Pere Riera y representada por primera vez en La Villarroel de Barcelona en enero de 2016. Estructurada en un solo acto, la pieza enfrenta cuatro actores de dos generaciones diferentes: Eva Dolç, una actriz veterana retirada de los escenarios por motivos que no se pueden revelar, que hace de entrenador a dos jóvenes intérpretes emergentes, Aleix y Sara; y Toni, un antiguo compañero de Eva que le propone volver a los escenarios. La obra, nacida como un encargo del equipo directivo de La Villarroel, plantea una crítica sobre el trabajo del espectador y una reflexión sobre el oficio del actor.

## Concepción
Después del éxito de Barcelona, Pere Riera se vio obsesionado con la respuesta del público hacia el espectáculo, viendo que la reacción de la gente se basaba en la visión de dos mujeres republicanas durante la Guerra Civil, convirtiendo lo que en un principio intentaba ser una obra sobra la amistad en un símbolo del catalanismo. Esto llevó al escritor a preguntarse sobre la capacidad del público a hipnotizarse con una historia de ficción, emocionándose y creyéndose todo el que está sucediendo encima del escenario. La expectación sobre la visión del público hacia la pieza creada se le presentó como una obsesión.
A partir de estas ideas, y a través de un encargo de La Villarroel, Riera, con la ayuda de las reflexiones de los intérpretes, hizo evolucionar varias versiones de una obra donde se habla de la vocación del actor, donde se plantea por qué los personajes escogen este oficio y no otro. Sin haber encontrado una respuesta clara, crea un juego entre los actores y los espectadores, demostrándolos el poder que tienen sobre el significado final de la pieza.

## Argumento
Sara, una actriz que lleva años intentando triunfar en el mundo del teatro, y Aleix, un joven actor conocido por sus papeles a la televisión, ensayan una de las escenas del Hamlet de William Shakespeare, puesto que Sara tiene un casting para una futura producción de la obra. Entonces llega Eva Dolç, una gran actriz veterana, reconocida en todo el país, que abandonó los escenarios y prometió no volver a actuar sin ningún motivo aparente. Eva hace de entrenador de los jóvenes actores y se dedica a corregir severamente sus actuaciones con una gran dureza, planteándolos la dificultad de la profesión del actor.
En una de las sesiones, aparece Toni, también un actor veterano de renombre, antiguo compañero de Eva, y ayuda y asesora también a los jóvenes actores. Un golpe finalizada la sesión, Toni y Eva quedan sólo en la sala y él, entre medio de conversaciones banales, acaba proponiéndole un nuevo proyecto. Ella se niega, recordándole que se había retirado de los escenarios después de la muerte de Carles, su marido. 
A medida que avanzan las sesiones, con Toni ya constantemente presente para hacer presión a Eva para que acepte su propuesta, la tensión entre los cuatro actores aumenta. Aleix empieza a llegar tarde o faltar a las sesiones con la excusa de tener el padre en el hospital, Sara se obsesiona para conseguir el papel de Ofèlia, Toni va asumiendo el rol de entrenador de los dos actores y Eva va intentando aguantar y mostrarse impasible mientras el mundo entero se le cae encima.
Durante la sesión posterior al casting, Sara comenta que no la han cogido para el papel y pregunta a Eva si piensa que ella podrá vivir del teatro y le confiesa que lo que realmente quiere es convertirse en una actriz como lo ha sido ella. Eva le responde que si de verdad quiere vivir del teatro, podrá vivir, y le pide que le haga el monólogo del casting. Durante su interpretación, Sara pierde la cordura (tal y como lo hace Ofelia) y termina haciéndose un corte en la mano con un trozo de vidrio roto. Aleix se la lleva para curarle las heridas.
Una vez solos y a causa del incidente con Sara, Eva y Toni acaban discutiendo sobre qué quiere decir ser actor y el verdadero motivo por el cual Eva ha abandonado los escenarios, puesto que ella protagonizó una última obra meses después de la muerte de su marido. Eva, una vez hundida, reconoce que prometió no volver actuar porque había notado la mirada crítica del público y no sabía exactamente qué veían en ella. Entonces entra Sara preguntando a Toni qué ha de hacer con la sangre sobrante, descubriendo así el engaño al que se ha visto sometida Eva. 
La obra concluye con la escena de la muerte de Ofelia, donde Toni, Sara y Aleix invitan a Eva a meterse en el papel de Gertrudis, volviendo, así, a actuar después de todo este tiempo.

## Personajes
- Eva Dolç (Emma Vilarasau) - una veterana actriz que se ha retirado de los escenarios por un motivo desconocido.
- Toni (Jordi Boixaderas) - un actor de renombre, compañero de Eva, que llega con una propuesta para ella.
- Sara (Anna Moliner) - una joven actriz con la ilusión de convertirse en una gran profesional.
- Aleix (Francesc Ferrer) - un joven actor reconocido por una serie de televisión, pero con una sensibilidad superficial.[3]

## Ficha técnica
- Autor y director - Pere Riera

- Intérpretes
  - Eva Dolç - Emma Vilarasau
  - Toni - Jordi Boixaderas
  - Sara - Anna Moliner
  - Aleix - Francesc Ferrer
- Escenografía - Sebastià Brosa
- Iluminación - Albert Faura
- Vestuario - Berta Riera
- Espacio sonoro - Jordi Bonet
- Caracterización - Toni Santos[3]

## Recepción
Infamia ha sido un éxito total de crítica, elevando el texto de Riera por su disección del mundo de los actores y del teatro desde dentro y del juego y poder que otorga al público. Las interpretaciones de los intérpretes también han sido motivo de elogios, especialmente para una veterana Emma Vilarasau, a la carne de Eva Dolç, y para Jordi Boixaderas, a quién todos reconocen el papel motor que tiene durante la función.